# Ditrichštejnové
Ditrichštejnové či Ditrichsteinové nebo Dietrichsteinové jsou starý šlechtický rod původem z Korutan, spolehlivě písemně doložený až od 15. století v osobě Pankráce z Dietrichsteina (1446-1508), který se v 16. století rozdělil na rakouskou a českomoravskou linii, ale vymřel již v 19. století, kdy jméno přešlo sňatkem na jednu z větví rodu Mensdorff-Pouilly.
Erbovní znamení tohoto původně rytířského, poté panského neboli baronského, hraběcího a nakonec knížecího rodu, dvou vinařských nožů čili kosířů, je také součástí mnoha znaků našich měst a obcí.

## Historie

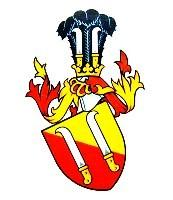
páni z Ditrichštejna

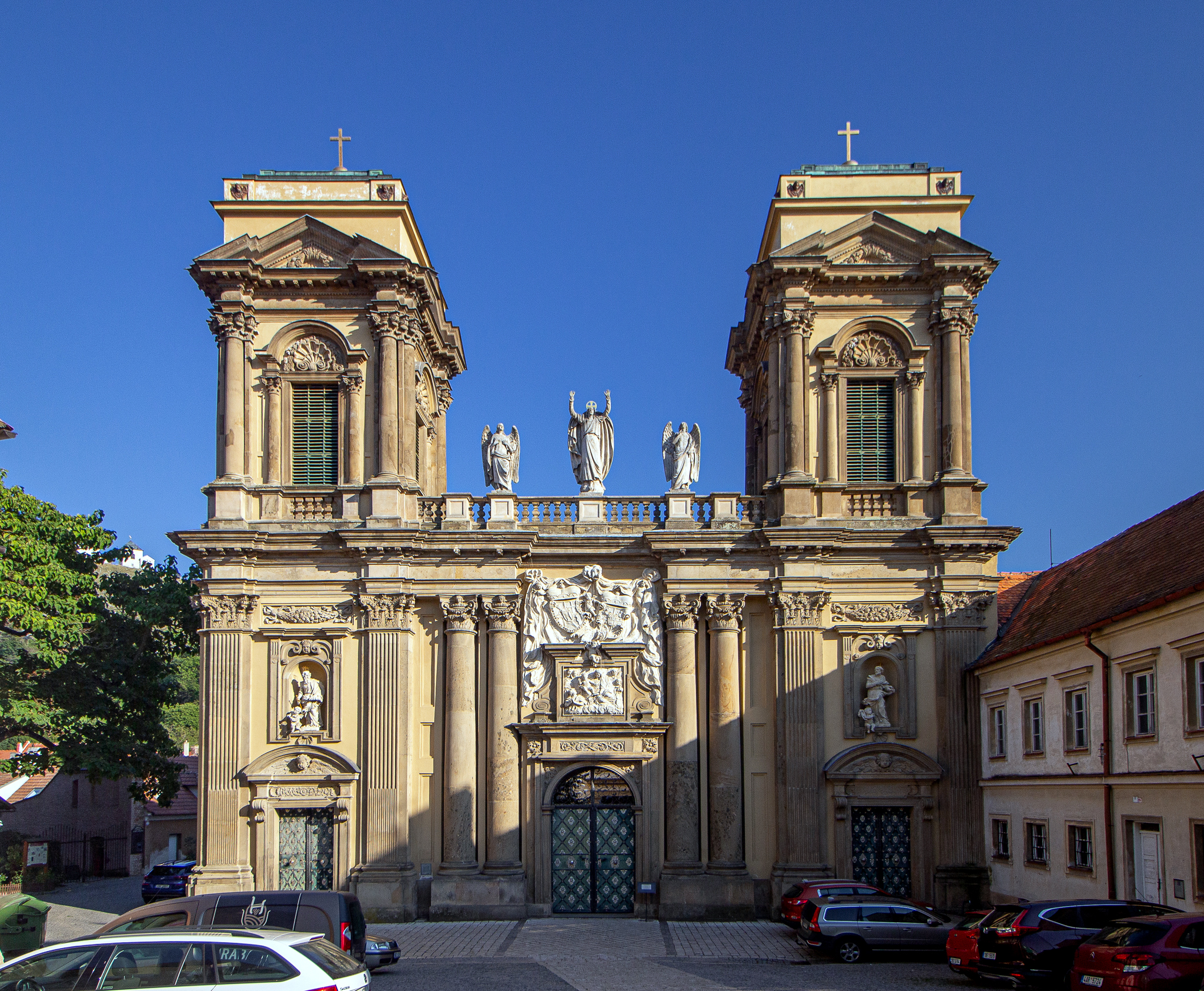
Ditrichštejnská hrobka v Mikulově

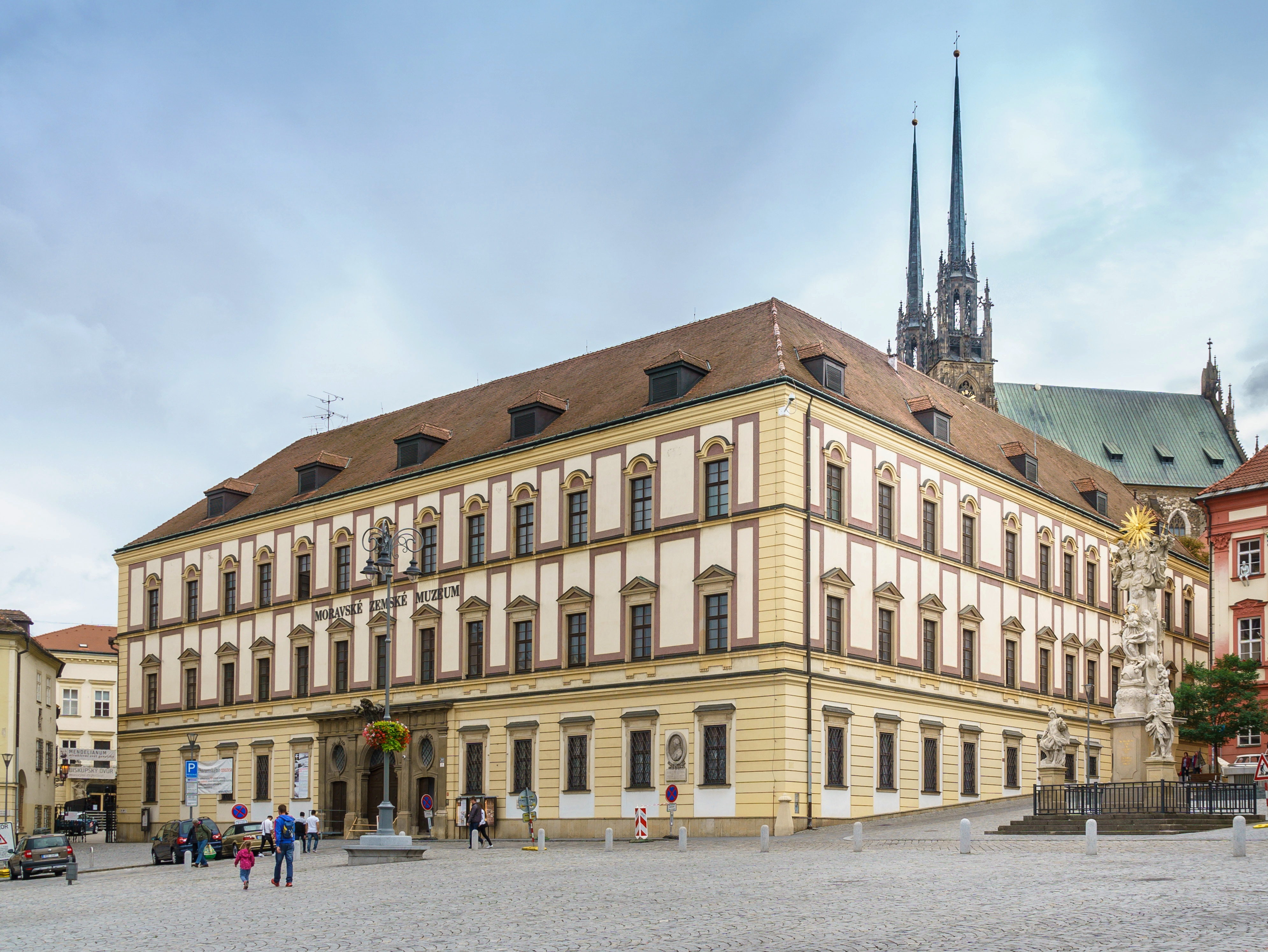
Ditrichštejnský palác na Zelném trhu v Brně, dnes budova Moravského zemského muzea

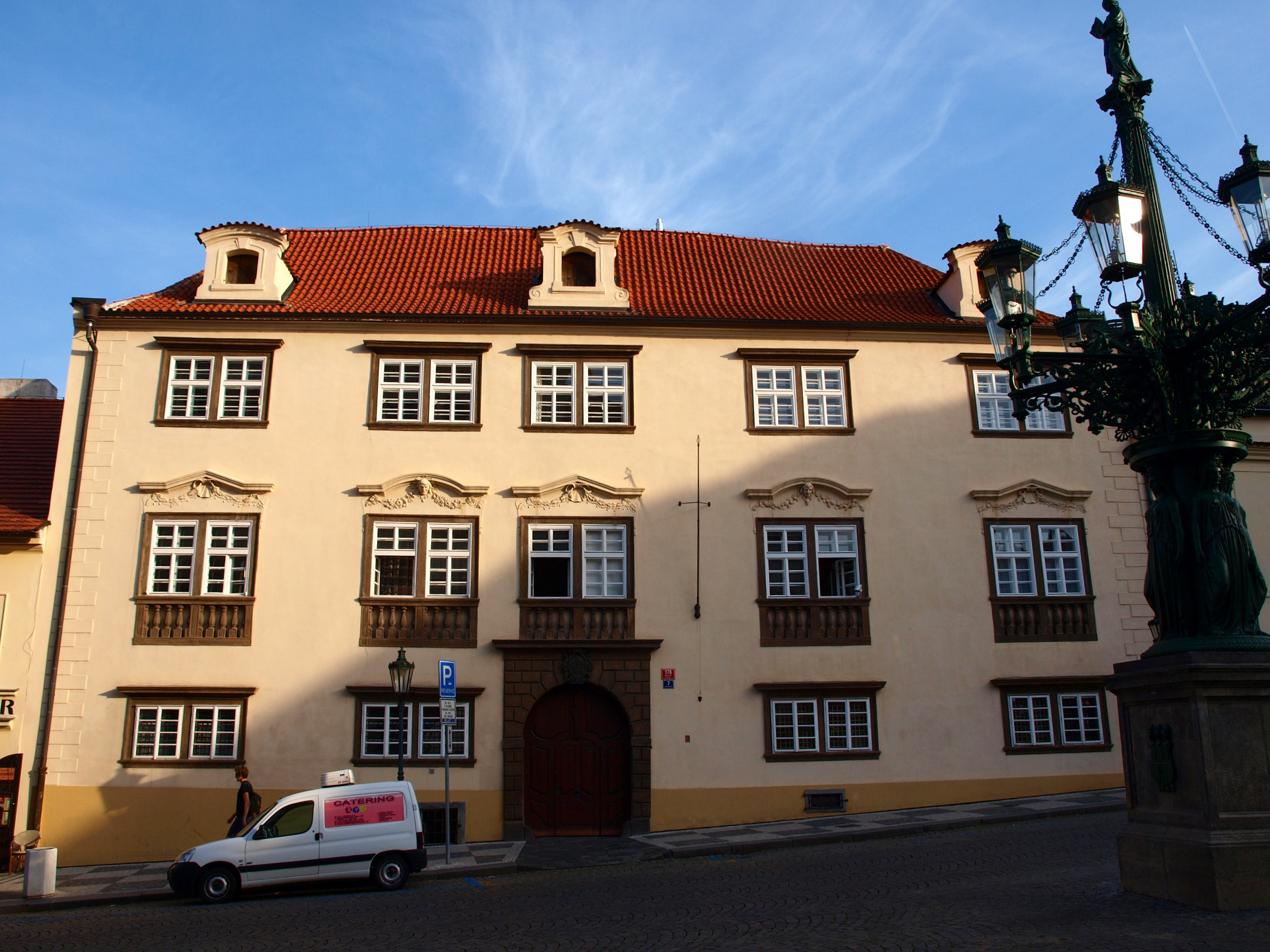
Dietrichštejnský palác na Hradčanech v Praze

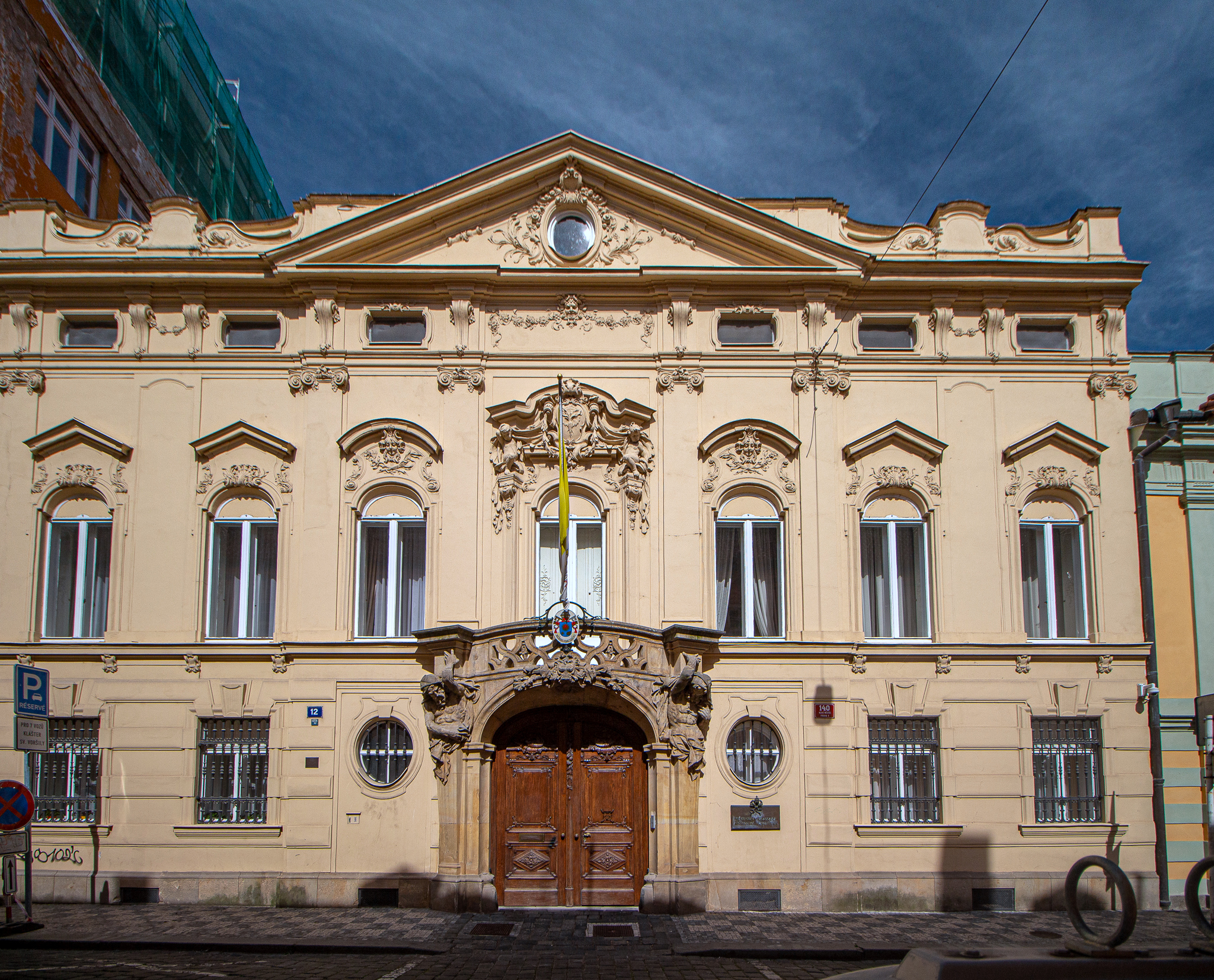
Ditrichštejnský palác na Novém městě pražském, sídlo apoštolské nunciatury v Česku

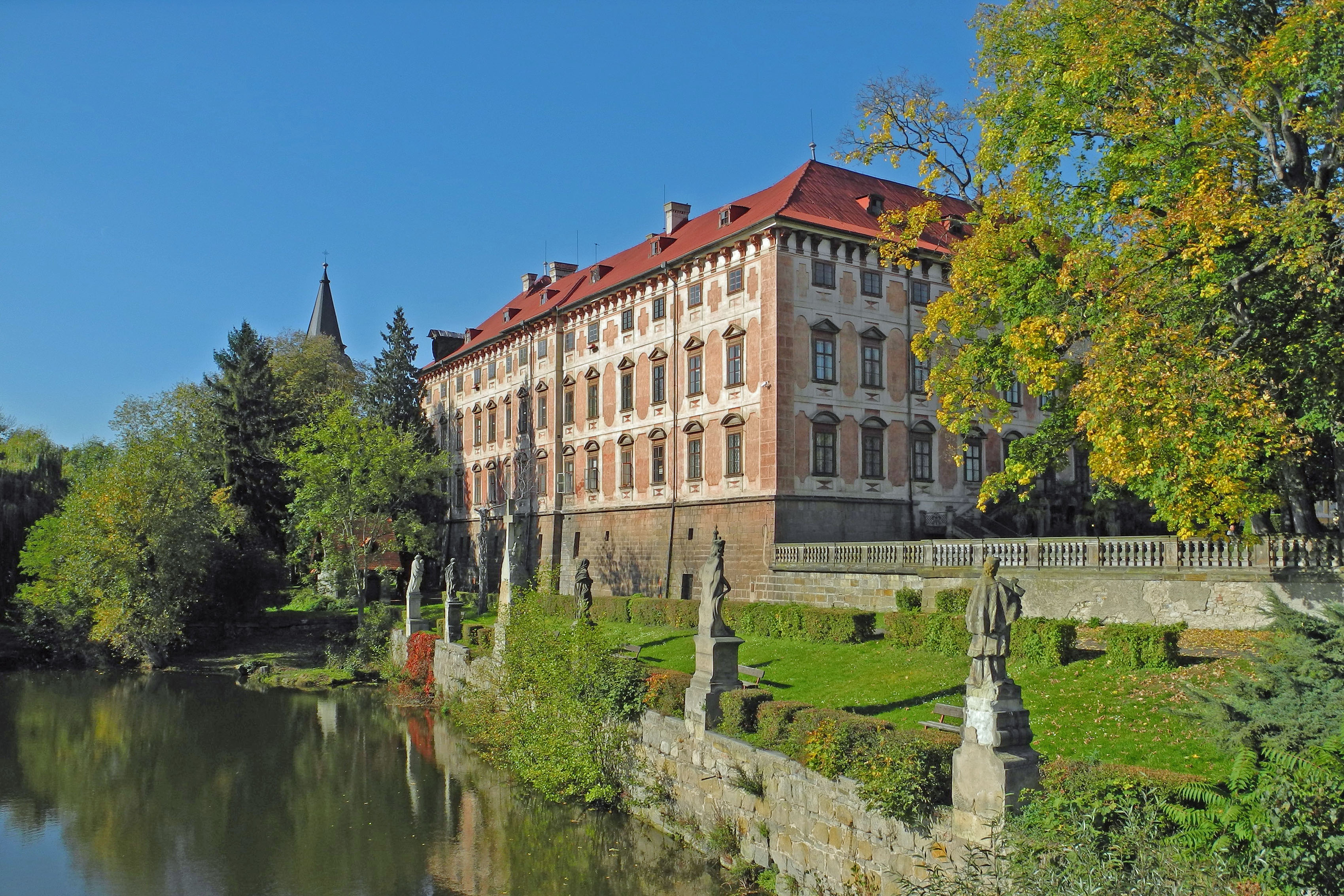
Zámek Libochovice

Počátky rodu kladli Ditrichštejnové legendárně již do 11. století k bájnému rytíři Dietrichovi, který poblíž Feldkirchenu vybudoval hrad Dietrichstein. Pověst bratří Grimmů vypráví o jeho zničení vojskem Markéty Pyskaté a o jeho znovupostavení. Prokazatelná posloupnost je teprve v osobě Pankráce z Ditrichštejna, který bojoval v roce 1492 s Turky a jehož synové byli povýšeni do stavu říšských pánů. Za něj, v roce 1483, byl po tureckém obléhání rodinný hrad na staré benátské cestě skutečně zničen. Své sídlo již neobnovil, ale pod jeho ruinou dal postavit kolem roku 1500 raně renesanční zámek. Ten byl v 19. století Františkem Josefem z Ditrichštejna přestavěn.
Pankrácův starší syn František, držitel nového zámku, se stal zakladatelem starší rodové větve Dietrichstein-Weichselstädt-Rabenstein, mladší Zikmund pak druhé linie Dietrichstein-Hollenburg-Finkenstein.
Zikmund byl turnajovým druhem a přítelem císaře Maxmiliána I., který již v dětství pobýval u Ditrichštejnů v Štýrském Hradci. Diplomatickou obratnost projevil při prvním vídeňském kongresu v roce 1515, který měl vyjednat alianci Habsburků a Jagellonců proti neustálému nebezpečí tureckých útoků. Jedním z výsledků tohoto setkání byla dvojí svatba mezi Ferdinandem a Annou Jagellonskou, Marií Habsburskou a Ludvíkem Jagellonským, která po smrti Ludvíka měla za následek přechod českého trůnu do habsburských rukou. Císař Zikmunda oženil se svou nemanželskou dcerou Barborou z Rottalu. Jejich starší syn Jiří držel rakouské statky a mladší syn Adam později založil moravskou větev rodu.
Adam z Ditrichštejna (1527–1590) působil jako diplomat po celé Evropě a také doprovázel syny císaře Maxmiliána II. Habsburského – Rudolfa a Arnošta na cestě do Španělska ve funkci jejich vychovatele. Adam se staral také o jejich španělské dvory a výdaje u Filipa II. Peníze na chod však od císaře nedocházely včas nebo vůbec. Proto panovník dlužil Adamovi na konci výchovy jeho synů astronomických 90 000 zlatých. V roce 1554 se v Praze v katedrále sv. Víta oženil s katalánskou šlechtičnou Margaritou da Cardona, dvorní dámou císařovny Marie Španělské, která byla spřízněna s aragonskými králi. Díky sňatku Adama a Margarity, Vratislava II. z Pernštejna a Marie Manrique de Lara přichází vliv španělské renesance do českých zemí. V roce 1575 získal bohaté panství Mikulov jako náhradu za část dluhů, které se potom stalo jádrem moci moravské větve rodu. Zde se také nachází i Ditrichštejnská hrobka. Jeho syn František Serafinský předčil otce svým kněžským vlivem a politickými ambicemi a dosáhl roku 1624 povýšení rodu do knížecího stavu. Další Ditrichštejn Ferdinand dosáhl titulu dědičného říšského knížete. Když zemřel v roce 1864 poslední mužský potomek Mořic Jan z Ditrichštejna, zbyly zde po jeho bratrovi Josefovi čtyři dcery, které si rozdělily jeden z největších majetků na Moravě. Jméno, knížecí titul a erb Ditrichštejnů převzala sňatkem Alexandra Mensdorff-Pouilly s Alexandrine z Ditrichštejna jedna z větví rodu Mensdorff-Pouilly, která pak užívala jméno Mensdorff-Pouilly-Dietrichstein a hlava rodu byla "kníže z Ditrichštejna na Mikulově" (německy Fürst von Dietrichstein zu Nikolsburg). Poslední mužský člen této větve, Alexandr Dietrichstein-Mensdorff-Pouilly, zemřel bez mužských potomků v roce 1964.

### Mikulov
Vztah Ditrichštejnů k hlavnímu rodovému panství byl vždy velmi silný a nejvíce se projevoval četnými privilegii, stavební aktivitou i vzácnými návštěvami. Na počátku vlády Ditrichštejnů byl Mikulov bohatým městem s rozvinutým vinařstvím a obchodem. Prodávalo se zde drahé zboží, jako například benátské sklo a barviva, nebo exotické zboží z východu. Podporovatelé obchodu byli především Židé a Novokřtěnci.
Kardinál a biskup olomoucký František, po přesídlení císařského dvora z Prahy do Vídně, se velmi pragmaticky a rychle přestěhoval se svým knížecím biskupským dvorem, který čítal více než 100 lidí, do lépe strategicky položeného Mikulova. Pokračoval v přestavbách, které na zámku zahájil jeho otec, v duchu manýrismu. Starý hrad se za jeho vlády stal honosným sídlem renesančního aristokrata, bohatého kulturního mecenáše, jakým kardinál František byl. Výstavný palác krášlily fasády zdobené sgrafitem a četnými balkóny s výhledem do krajiny. Interiéry byly bohatě vyzdobené zlacenými štukami a freskami od italských mistrů. Objevují jména G. Gialdiho, G. P. Tencally, G. Tencally, F. Saly. Zřejmě mezi jeho stavitele patřil i dvorní architekt Rudolfa II. Giovanni Maria Filippi. Výjimečným počinem v kulturních dějinách města bylo založení prvního divadla v českých zemích a to už v roce 1616 přímo na zámku.
Mimo zámek František založil na Svatém Kopečku kostel sv. Šebestiána s kampanilou a křížovou cestou (1623), na náměstí první loretánskou kapli na Moravě (1623) a první piaristické gymnázium severně od Alp (1631). Z kardinálova města se stala metropole kultury, umění, náboženství i politiky. Mikulov byl pátým největším městem na Moravě. V okolí sídla zakládal obory s letohrádky a libosady, obnovoval staré lichtensteinské rybníky, stavěl aleje. To vše podle italského stylu, se kterým se setkal při svých pobytech v Římě.

### Nejvýznamnější členové rodu

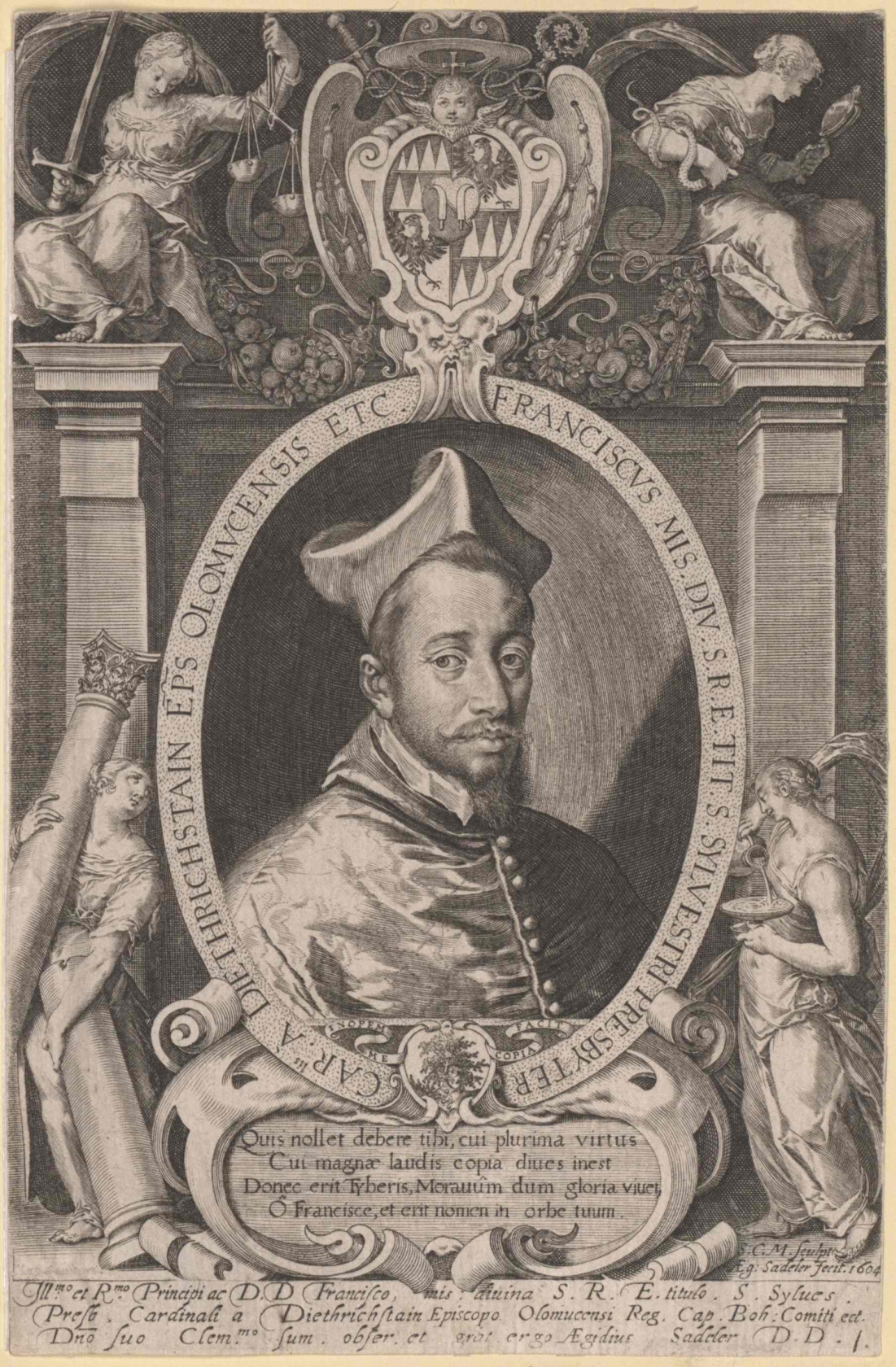
František kardinál z Ditrichštejna, zřejmě nejvýznamnější zástupce rodu. Rytina od rudolfínského mistra Aegidia Sadelera z roku 1604

- František Serafinský z Ditrichštejna (1570–1636) je nejznámějším představitelem rodu, kardinálem a olomouckým biskupem. Byl vychován jezuity a brzy se vydal cestou zářivé kariéry. V jedenadvaceti letech se stal olomouckým kanovníkem a o osm let později olomouckým biskupem a kardinálem. Od roku 1611 byl majitelem mikulovského panství. Pro svou intenzivní rekatolizační činnost na Moravě se dostával do sporů se zástupci stavů. Po jejich porážce na Bílé hoře v listopadu 1620 mohl svou politiku plně uplatnit nejen na svém panství, ale také jako zemský správce. Postupně zlikvidoval veškerou opozici a konfiskacemi znásobil rodový majetek. V roce 1624 získal titul dědičného knížete.
- Maxmilián z Ditrichštejna (1596–1655), zemský hejtman na Moravě a císařský nejvyšší hofmistr
- Gundakar z Ditrichštejna (1623–1690), císařský nejvyšší štolba, budovatel zámku v Libochovicích
- Ferdinand z Ditrichštejna (1636–1698), zemský hejtman na Moravě a císařský nejvyšší hofmistr
- Zikmund Helfried z Ditrichštejna (1637–1690), zemský hejtman v Korutansku
- Filip Zikmund z Ditrichštejna (1651–1716), císařský nejvyšší štolba
- Leopold Ignác z Ditrichštejna (1660–1708), císařský nejvyšší štolba a mecenáš umění
- Walter Xaver z Ditrichštejna (1664–1738), nejvyšší zemský komorník na Moravě
- Gundakar Poppo z Ditrichštejna (1672–1737), velkopřevor Maltézského řádu v Čechách
- Ondřej Jakub z Ditrichštejna (1689–1753), salcburský arcibiskup
- Karel Maxmilián z Ditrichštejna (1702–1784), císařský nejvyšší hofmistr, dědic rodu Pruskovských
- Jan Leopold z Ditrichštejna (1703–1773), nejvyšší zemský komorník na Moravě
- Karel Jan z Ditrichštejna (1728–1808), diplomat a císařský nejvyšší štolba, dědic rodu Leslie.
- Josef Karel z Ditrichštejna (1763–1825), první guvernér Rakouské národní banky, poslední člen hollenburské větve rodu
- Mořic z Ditrichštejna (1775–1864), nejvyšší dvorský komorník, poslední mužský potomek rodu
- Josef z Ditrichštejna (1798–1858), poslední vlastník majetků na Moravě a v Čechách
- Mořic II. z Ditrichštejna (1801–1852), rakouský diplomat, velvyslanec ve Velké Británii

### Erb

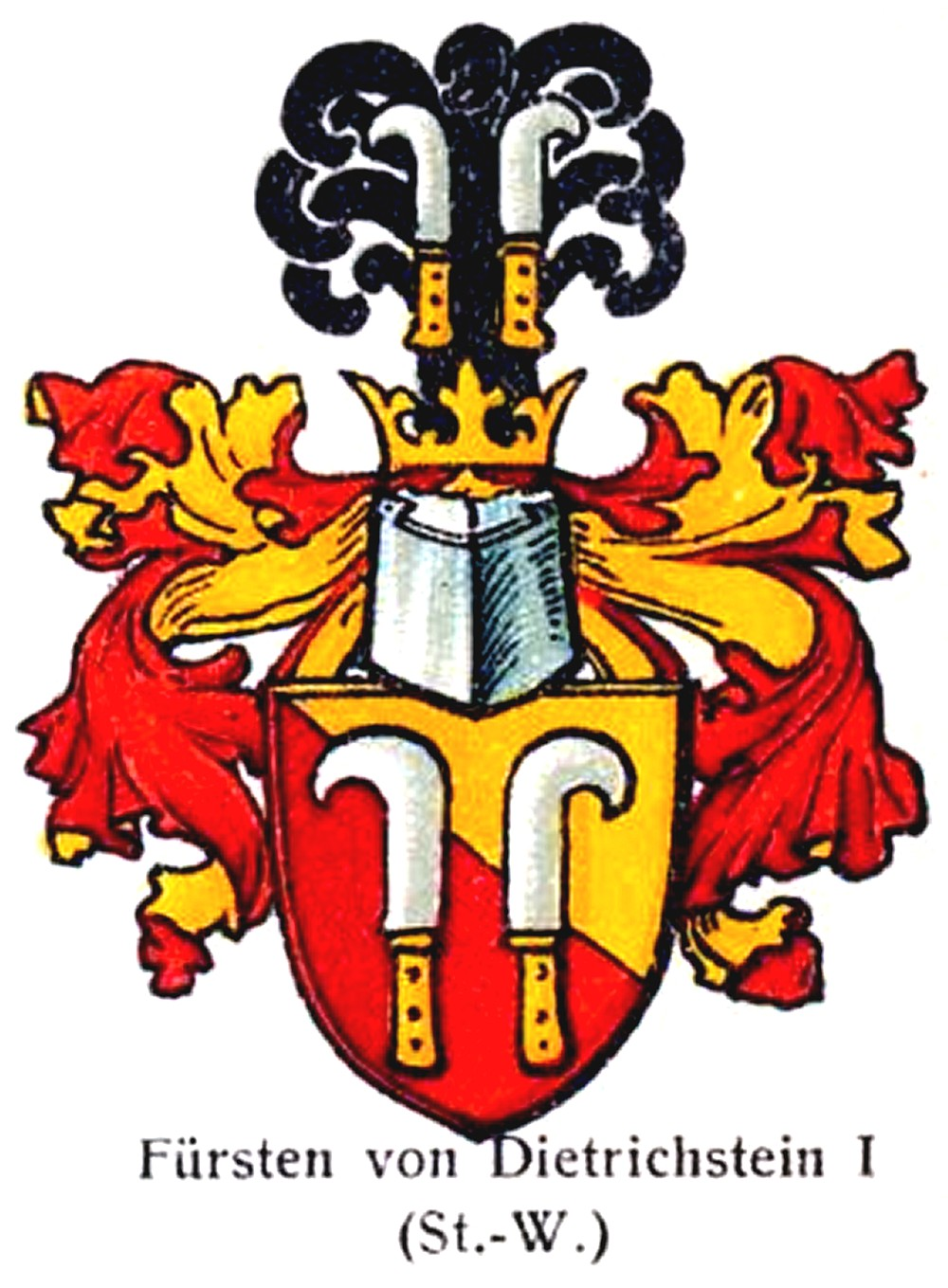
Rodový erb

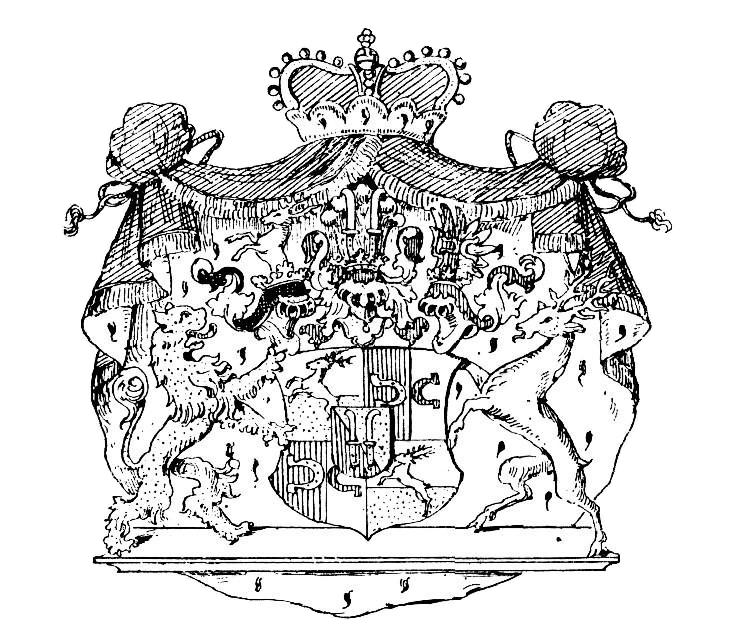
Erb rodiny po roce 1769 jako kníže z Ditrichštejna na Mikulově, hrabě z Pruskova

Původním erbem rodu byly dva stříbrné vinařské nože se zlatými rukojeťmi ve zlato-červeně kosmo děleném štítu. Tzv. klenotem na korunované přilbě byly tytéž vinařské nože na třech černých pštrosími perech. Po povýšení do knížecího stavu se na štít kladla knížecí koruna. Roku 1769 přijali Ditrichštejnové příjmení vymřelého rodu Pruskovských z Pruskova a zároveň začali užívat i čtvrcený štít tohoto rodu s jelenem ve zlato-červeném poli a dvěma podkovami ve stříbrno-červeném poli, na nějž pak kladli svůj vlastní erb do středního štítku. Když roku 1802 získali další příjmení vymřelých hrabat Leslie, přibyl také leslieovský erb tří zlatých přezek. Štítonoši byli dva zlatí gryfové. S obdrženým knížecí titulem a po spojení s uvedenými dvěma rody nakonec štít obsahoval až jedenáct polí. Po vymření Ditrichštejnů po meči (1864) pak podobně složitý erb rodu Mensdorff-Pouilly-Dietrichstein-Nicolsburg.

## Sídla a panství

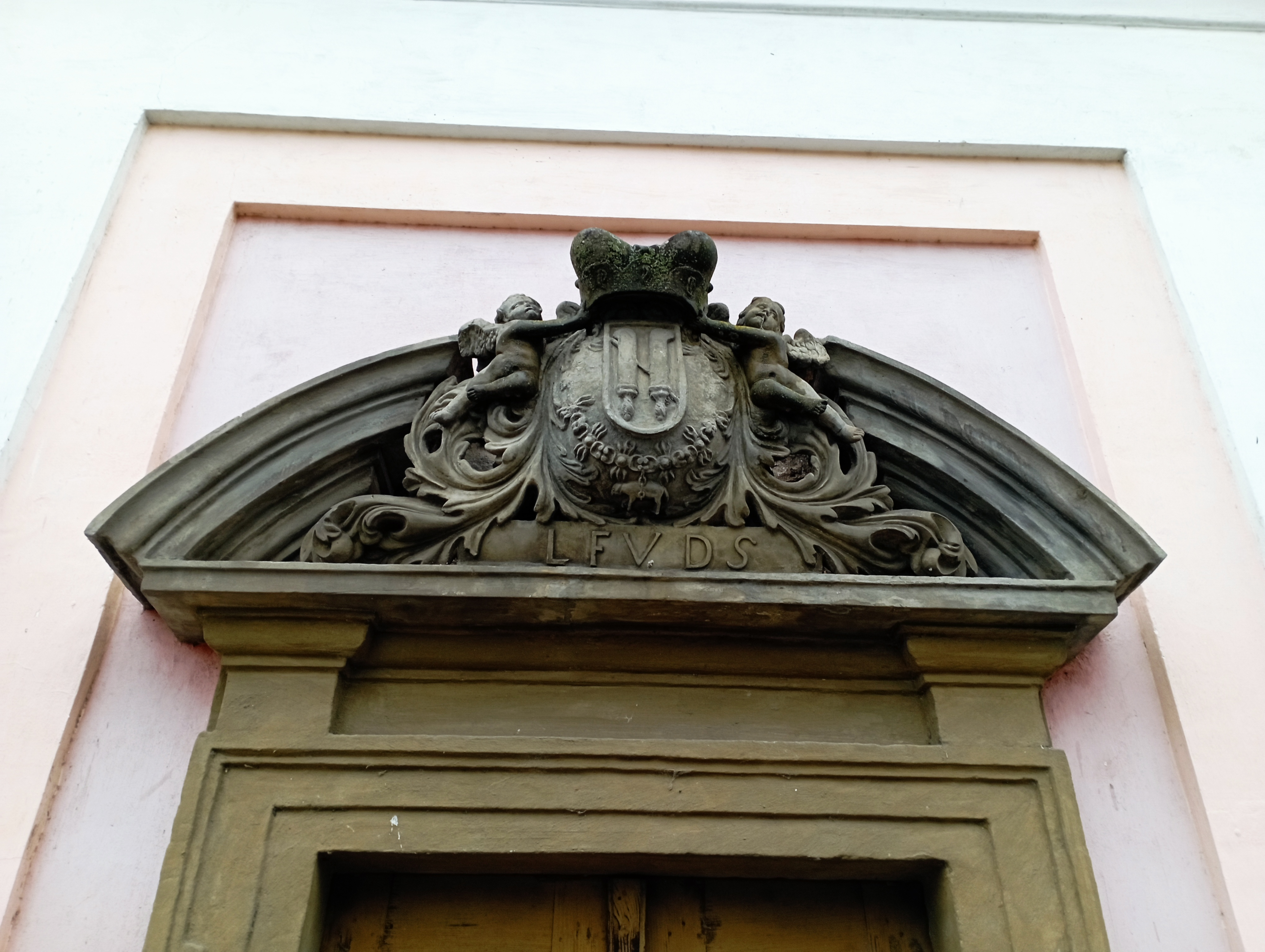
Portál bývalého městského špitálu v Budyni nad Ohří (2022). Popis odshora dolů: Dva vinařské nože jako znak Ditrichštejnů, Řád zlatého rouna, písmena LFVDS znamenají Leopold Fürst von Dietrich-Stein

V Čechách to byla panství Nové Město nad Metují, Budyně nad Ohří, Libochovice, Polná, Přibyslav, Vlachovo Březí, Nepomyšl a chvíli také Šluknov. Na Moravě pak kromě již zmíněného panství Mikulov ještě velká panství Židlochovice, Boskovice, Sokolnice, Lipník nad Bečvou, Hranice a Žďár nad Sázavou. Ditrichštejnové vlastnili majetky také v Horních Rakousích, Uhrách a komendu Alcanez ve Španělsku.

## Příbuzenské svazky
Ditrichštejnové byli příbuzensky spojeni s Lichtenštejny, Thuny, Thurn-Taxisy, Eggenbergy, Mitrovskými, Schwarzenberky, Salmy, Mansfeldy, Lobkovici, Clam-Gallasy, Khevenhüllery, Althanny, Hofmanny a dalšími.